# Хітаті (Ібаракі)

36°36′ пн. ш. 140°39′ сх. д. / 36.600° пн. ш. 140.650° сх. д.
Хіта́ті (яп. 日立市, ひたちし, МФА: [çitat͡ɕi̥ ɕi]) — місто в Японії, в префектурі Ібаракі.

## Короткі відомості
Розташоване в північно-східній частині префектури, на березі Тихого океану. Виникло на основі гірничих поселень раннього нового часу, мешканці яких видобували мідь на рудниках Хітаті. Отримало статус міста 1 вересня 1939 року. Основою економіки є виробництво електроприладів та цементу. Станом на 1 жовтня 2007 площа міста становила 225,55 км². Станом на 1 серпня 2008 населення міста становило 194 952 осіб.

## Освіта
- Ібарацький університет (додатковий кампус)

## Уродженці
- Агацума Хіроміцу (* 1973) — японський музикант.